# Egna Spring Trophy
Egna Spring Trophy (anteriormente: Gardena Spring Trophy) é uma competição internacional de patinação artística no gelo de níveis sênior, júnior e noviço. Atualmente é disputado na cidade de Egna, Itália.

## Edições
Merano Spring Trophy
| Ano        | Cidade sede | J | Ref   |
| Ano        | Cidade sede | F | Ref   |
| ---------- | ----------- | - | ----- |
| 1981– 1989 | Mentana     | • | [ 1 ] |

Gardena Spring Trophy
| Ano  | Edição               | Cidade sede          | Sênior               | Sênior               | Júnior               | Júnior               | Noviço               | Noviço               | Ref                  |
| Ano  | Edição               | Cidade sede          | M                    | F                    | M                    | F                    | M                    | F                    | Ref                  |
| ---- | -------------------- | -------------------- | -------------------- | -------------------- | -------------------- | -------------------- | -------------------- | -------------------- | -------------------- |
| 1990 | 1.ª                  | Mentana              | –                    | –                    | —                    | •                    | –                    | –                    | [ 1 ]                |
| 1991 | Não houve competição | Não houve competição | Não houve competição | Não houve competição | Não houve competição | Não houve competição | Não houve competição | Não houve competição | Não houve competição |
| 1992 | 2.ª                  |                      | –                    | –                    | —                    | •                    | –                    | –                    | [ 2 ]                |
| 1993 | 3.ª                  |                      | –                    | –                    | —                    | •                    | –                    | –                    | [ 3 ]                |
| 1994 | 4.ª                  |                      | –                    | –                    | —                    | •                    | –                    | –                    | [ 4 ]                |
| 1995 | 5.ª                  |                      | –                    | –                    | —                    | •                    | –                    | –                    | [ 5 ]                |
| 1996 | 6.ª                  |                      | –                    | –                    | •                    | •                    | –                    | –                    | [ 1 ]                |
| 1997 | 7.ª                  | Urtijëi              | –                    | –                    | •                    | •                    | –                    | –                    | [ 6 ]                |
| 1998 | 8.ª                  | Urtijëi              | –                    | –                    | •                    | •                    | –                    | –                    | [ 7 ]                |
| 1999 | 9.ª                  | Urtijëi              | –                    | –                    | •                    | •                    | –                    | –                    | [ 8 ]                |
| 2000 | 10.ª                 | Urtijëi              | –                    | –                    | •                    | •                    | –                    | –                    | [ 9 ]                |
| 2001 | 11.ª                 | Urtijëi              | –                    | –                    | •                    | •                    | –                    | –                    | [ 10 ]               |
| 2002 | 12.ª                 | Urtijëi              | –                    | –                    | •                    | •                    | –                    | –                    | [ 11 ]               |
| 2003 | 13.ª                 | Urtijëi              | –                    | –                    | •                    | •                    | –                    | –                    | [ 12 ]               |
| 2004 | 14.ª                 | Sëlva                | –                    | –                    | •                    | •                    | –                    | –                    | [ 13 ]               |
| 2005 | 15.ª                 | Sëlva                | –                    | –                    | •                    | •                    | –                    | –                    | [ 14 ]               |
| 2006 | 16.ª                 | Sëlva                | –                    | –                    | •                    | •                    | •                    | •                    | [ 15 ]               |
| 2007 | 17.ª                 | Sëlva                | –                    | –                    | •                    | •                    | •                    | •                    | [ 16 ]               |
| 2008 | 18.ª                 | Sëlva                | –                    | –                    | •                    | •                    | •                    | •                    | [ 17 ]               |
| 2009 | 19.ª                 | Sëlva                | –                    | –                    | •                    | •                    | •                    | •                    | [ 18 ]               |
| 2010 | 20.ª                 | Sëlva                | –                    | –                    | •                    | •                    | •                    | •                    | [ 19 ]               |
| 2011 | 21.ª                 | Sëlva                | •                    | •                    | •                    | •                    | •                    | •                    | [ 20 ]               |
| 2012 | 22.ª                 | Sëlva                | •                    | •                    | •                    | •                    | •                    | •                    | [ 21 ]               |
| 2013 | 23.ª                 | Sëlva                | •                    | •                    | •                    | •                    | •                    | •                    | [ 22 ]               |
| 2014 | 24.ª                 | Sëlva                | •                    | •                    | •                    | •                    | •                    | •                    | [ 23 ]               |
| 2015 | 25.ª                 | Sëlva                | •                    | •                    | •                    | •                    | •                    | •                    | [ 24 ]               |
| 2016 | 26.ª                 | Egna                 | •                    | •                    | •                    | •                    | •                    | •                    | [ 25 ]               |
| 2017 | 27.ª                 | Egna                 | •                    | •                    | •                    | •                    | •                    | •                    | [ 26 ]               |

## Lista de medalhistas

### Sênior

#### Individual masculino
| Evento                | Ouro                        | Prata                        | Bronze                      |
| Sëlva 2011 (detalhes) | Vladislav Sesganov · Rússia | Paolo Bacchini · Itália      | Takahito Mura · Japão       |
| Sëlva 2012 (detalhes) | Konstantin Menshov · Rússia | Vladislav Sesganov · Rússia  | Yoji Tsuboi · Japão         |
| Sëlva 2013 (detalhes) | Takahiko Kozuka · Japão     | Adam Rippon · Estados Unidos | Stéphane Walker · Suíça     |
| Sëlva 2014 (detalhes) | Shoma Uno · Japão           | Ross Miner · Estados Unidos  | Mikhail Kolyada · Rússia    |
| Sëlva 2015 (detalhes) | Mikhail Kolyada · Rússia    | Keiji Tanaka · Japão         | Hiroaki Sato · Japão        |
| Egna 2016 (detalhes)  | Brendan Kerry · Austrália   | Kevin Reynolds · Canadá      | Stéphane Walker · Suíça     |
| Egna 2017 (detalhes)  | Marco Zandron · Itália      | Alessandro Fadini · Itália   | Aleksandr Selevko · Estônia |

#### Individual feminino
| Evento                | Ouro                                   | Prata                            | Bronze                             |
| Sëlva 2011 (detalhes) | Carolina Kostner · Itália              | Ayumi Goto · Japão               | Haruka Imai · Japão                |
| Sëlva 2012 (detalhes) | Roberta Rodeghiero · Itália            | Yuki Nishino · Japão             | Francesca Rio · Itália             |
| Sëlva 2013 (detalhes) | Valentina Marchei · Itália             | Haruka Imai · Japão              | Giada Russo · Itália               |
| Sëlva 2014 (detalhes) | Satoko Miyahara · Japão                | Miyabi Oba · Japão               | Giada Russo · Itália               |
| Sëlva 2015 (detalhes) | Rin Nitaya · Japão                     | Guia Maria Tagliapietra · Itália | Ilaria Nogaro · Itália             |
| Egna 2016 (detalhes)  | Giada Russo · Itália                   | Micol Cristini · Itália          | Kerstin Frank · Áustria            |
| Egna 2017 (detalhes)  | Alisson Krystle Perticheto · Filipinas | Mariia Bessonova · Rússia        | Kristina Škuleta-Gromova · Estônia |